# Claude Javogues
Claude Javogues, né le 29 août 1759 à Bellegarde-en-Forez dans le comté de Forez, actuel département de la Loire, mort fusillé le 19 vendémiaire an V (10 octobre 1796) à Paris, est un homme politique actif durant la Révolution française.

## Avant la Révolution
Claude Javogues est issu d'une famille de la bourgeoisie de robe du Forez. Son père Rambert est avocat en Parlement et notaire royal. Il réalise ses études au collège des oratoriens de Montbrison, officie comme clerc au procureur royal de la ville, et est licencié en droit de l'Université de Valence en 1785. Il prête serment au barreau de Montbrison et exerce la charge d'avocat jusqu'en 1792.

## Sous la Révolution
La monarchie constitutionnelle, mise en application par la constitution du 3 septembre 1791, prend fin à l'issue de la journée du 10 août 1792 : les bataillons de fédérés bretons et marseillais et les insurgés des faubourgs de Paris prennent le palais des Tuileries. Louis XVI est suspendu et incarcéré avec sa famille à la tour du Temple.
En septembre 1792, Claude Javogues, alors administrateur du directoire du district de Montbrison, est élu député du département du Rhône-et-Loire, le quatorzième sur quinze, à la Convention nationale.
Il siège sur les bancs de la Montagne. Lors du procès de Louis XVI, il vote la mort et rejette l'appel au peuple et le sursis à l'exécution de la peine. En avril 1793, il vote contre la mise en accusation de Jean-Paul Marat : « Je déclare en ma foi et conscience, que Marat, loin d'avoir donné lieu à un décret d'accusation par sa conduite, a, au contraire, mérité des éloges par sa fermeté à dénoncer tous les abus, toutes les conjurations, et notamment celle de Dumouriez et ses complices : [...] je déclare qu'il n'y a pas lieu à accusation contre Marat ». En mai, il vote contre le rétablissement de la Commission des Douze.
Le 20 juillet 1793, Claude Javogues est envoyé en mission, auprès de François Laporte et Jacques Reverchon, dans les départements de l'Ain, de l'Allier, de l'Ardèche, de la Haute-Loire, de l'Isère, du Puy-de-Dôme, et du Rhône-et-Loire. Le 9 brumaire an II (30 octobre 1793), il est envoyé en mission dans le département de Saône-et-Loire.
À trois reprises, le 21 frimaire, le 10 et le 20 pluviôse an II (le 11 décembre 1793, le 29 janvier et le 8 février 1794), Claude Javogues est rappelé au sein de la Convention. Le 20 pluviôse, Javogues est dénoncé par Georges Couthon pour avoir fait publier une proclamation dans laquelle il critique sa conduite durant sa mission auprès de l'armée des Alpes et de Commune-Affranchie. Le 1er floréal (le 20 avril), Javogues retire sa proclamation, se rétracte en affirmant avoir été trompé et se réconcilie publiquement avec Couthon.
Après la chute de Robespierre, Claude Javogues siège sur les bancs des « derniers Montagnards » d'après l'historienne Françoise Brunel. Lors de l'insurrection du 12 germinal an III (1er avril 1795), alors que les anciens membres du Comité de Salut public (Barère, Billaud-Varenne et Collot-d'Herbois) il signe la demande d'appel nominal. Le 13 prairial (le 1er juin), il est décrété d'arrestation sur motion de Jacques-Claude Dugué d'Assé, député girondin de l'Orne. Il est libéré à la faveur de l'amnistie votée à la clôture de la Convention.

## Sous le Directoire
Javogues fréquente les cercles néojacobins et lit le journal de Gracchus Babeuf, Le Tribun du peuple. Il est compromis dans la conjuration des Égaux et dans l'affaire du camp de Grenelle. Il est condamné à mort par la commission militaire et fusillé le 18 vendémiaire an V (9 octobre 1796) ainsi que Joseph-Marie Cusset et Marc-Antoine Huguet, ses anciens collègues montagnards, et qu'Antoine-Marie Bertrand, ancien maire de Lyon. Le père de Victor Hugo, Sigisbert Hugo, procède à son escorte depuis la prison jusqu'au lieu de l'exécution alors que Claude Javogues chante la Marseillaise.